# Castelo Wedderburn

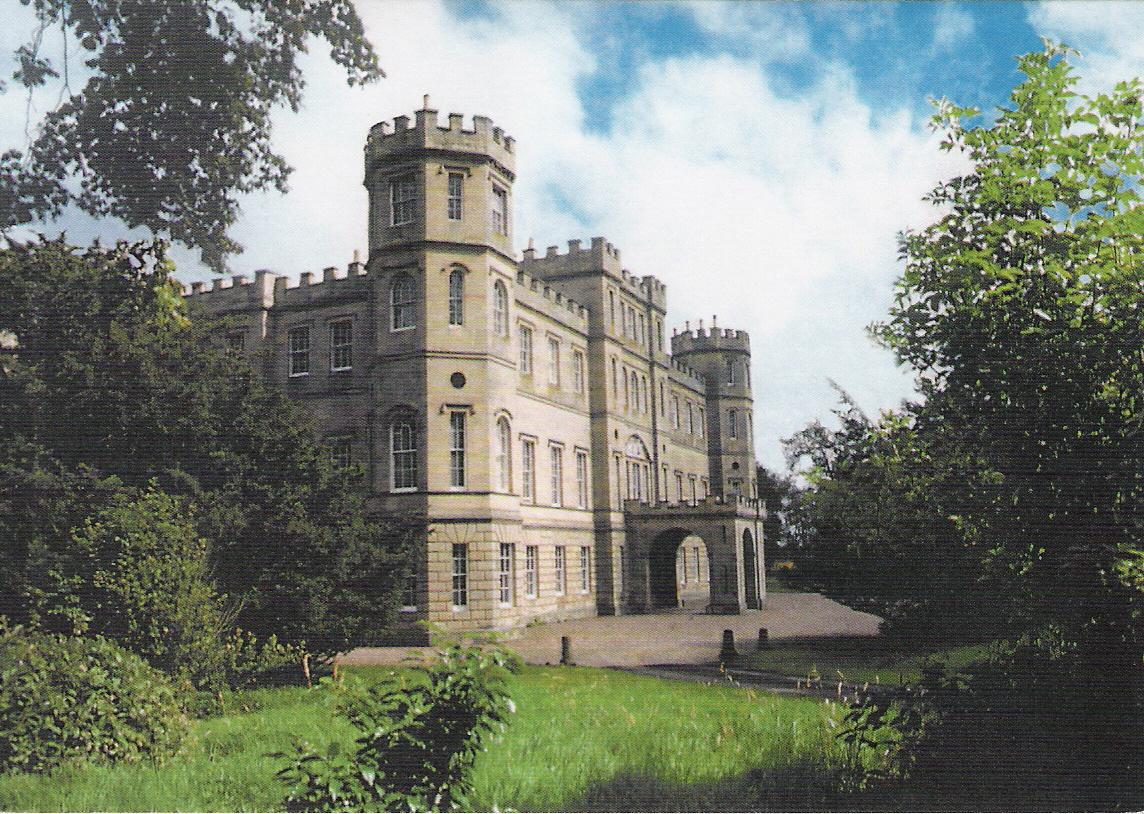
Castelo Wedderburn, Escócia.

O Castelo Wedderburn (em inglês:  Wedderburn Castle) é um castelo do século XVIII localizado em Duns, Scottish Borders, Escócia.

## História
Desenhos à escala assinados e datados por James Nisbet de 6 de março de 1770, um mês após o contrato ter sido assinado com William House.
Foi mais tarde usado como hospital naval durante a Segunda Guerra Mundial. A propriedade até ao final do século XIX era conhecida como Wedderburn House (relacionando-a com a torre preexistente), quando foi mudado para a designação atual.
Encontra-se classificado na categoria "A" do "listed building" desde 9 de junho de 1971.